# HMS H41
Pour les articles homonymes, voir H41.
Le HMS H41 était un sous-marin britannique de classe H construit pour la Royal Navy par Armstrong Whitworth à Newcastle upon Tyne en Angleterre, dans le cadre du groupe 3. Sa quille est posée le 17 septembre 1917 et il fut mis en service en novembre 1918.

## Conception
Le H41 est un sous-marin de type Holland 602, mais il a été conçu pour répondre aux spécifications de la Royal Navy. Comme tous les sous-marins britanniques de classe H postérieurs au HMS H20, le H41 avait un déplacement de 440 tonnes en surface, et de 500 t en immersion. Il avait une longueur totale de 52 m, un maître-bau de 4,67 m, et un tirant d'eau de 3,81 m.
Il était propulsé par un moteur Diesel d’une puissance de 480 ch (360 kW) et par deux moteurs électriques fournissant chacun une puissance de 320 ch (240 kW). Le sous-marin avait une vitesse maximale en surface de 13 nœuds (24 km/h). En utilisant ses moteurs électriques, le sous-marin pouvait naviguer en immersion à 11 nœuds (20 km/h). Il transportait normalement 18,1 tonnes de carburant, mais il avait une capacité maximale de 20 tonnes. Les sous-marins britanniques de classe H post-H20 avaient un rayon d'action de 2 985 milles marins (5 528 km) à la vitesse de 7,5 nœuds (13,9 km/h) en surface,.
Le H41 était armé d’un canon antiaérien et de quatre tubes lance-torpilles de 21 pouces (533 mm) montés dans la proue. Il emportait huit torpilles. Son effectif était de vingt-deux membres d’équipage.

## Naufrage
Le 18 octobre 1919, le sous-marin, alors commandé par le lieutenant commander N. R. Peploe, était amarré dans un bassin portuaire à Blyth, à quelques mètres du navire-dépôt HMS Vulcan de 6 620 tonnes. L’ex-croiseur était dans le port pour réparer ses moteurs principaux. Au cours de l’après-midi, il a mis ses chaudières sous pression et a commencé à effectuer un essai à basse vitesse. Dans les eaux restreintes du bassin, l’aspiration des hélices du navire-dépôt a attiré le sous-marin vers lui et, malgré les efforts des deux équipages pour séparer les deux navires, les hélices du Vulcan ont heurté la poupe du sous-marin, ont coupé le revêtement extérieur et la coque étanche. Le H41 a coulé rapidement lorsque la mer s’est précipitée à l’intérieur, et l’équipage a eu la chance de parvenir à s’échapper.
Le HMS H41 a été renfloué et a ensuite été vendu le 12 mars 1920 à Sunderland.